# Luis Filcer
Luis Filcer (Zhytómyr, 24 de diciembre de 1927-26 de julio de 2018) fue un pintor expresionista Mexicano-Ucraniano de origen judío, cuyos trabajos tratan, generalmente, temas de injusticia y controversia. Su familia emigró de Ucrania a México después de la Revolución Rusa para escapar de la persecución hacia los judíos. Flicer creció en la Ciudad de México. Su interés en la pintura comenzó en una edad temprana, sin embargo, fue hasta que vendió su primera pintura cuando su familia finalmente aceptó su vocación. Fuertemente influenciado por la vida de Van Gogh, Flicer comenzó a enfocar sus pinturas a los conflictos comunes de día a día. Su trabajo ha sido exhibido en varios países alrededor del mundo y ha sido reconocido con diferentes medallas y una membresía en el Salón de la Plástica Mexicana.

## Vida
Filcer nació el 24 de diciembre de 1927 dentro de una familia judía en Zhytómyr, Unión Soviética (Ahora Ucrania). Cuando tenía seis meses de nacido, su familia emigró de su país natal por la persecución Judía tras la Revolución Rusa. Nadie en su familia habló nunca de los horrores que experimentaron en Ucrania. Al llegar a México, su familia se estableció en el barrio de La Lagunilla. Su padre tenía conocimientos muy básicos del español y vendía ropa en las calles. Más tarde formó parte de una comunidad de inmigrantes para abrir una fábrica de ropa. Desde su niñez, Filcer tenía desagrado de la escuela, pero aprendió a dibujar. Estudió contaduría para apoyar a su padre con la empresa. Él declaró que aunque el trabajo dentro del negocio familiar era complicado, le permitió conocer mucha gente, a quienes él constantemente les regalaba dibujos por diversión.
Cuando tenía dieciséis entró a la Academia de San Carlos para estudiar pintura, tomando clases en las mañanas y trabajando en las tardes. Cada tarde después de que el negocio cerraba, él pintaba. Más tarde, estudió en la tienda del pintor español José Bardasano Baos por tres años, enfocándose en dibujo y pintura.
A la edad de diecisiete, Flicer leyó la biografía de Van Gogh, y después de observar la pobreza de los trabajadores de mercado, decidió dibujarlos.  Tiempo después decidió viajar a Guanajuato para aprender a dibujar mineros y las condiciones desastrosas en las que estaban expuestos a trabajar.
Aún con el apoyo de sus maestros de arte, su padre consideraba su pasión por la pintura como un hobby. Filcer decidió hacer de la pintura una carrera. No pudo convencer a su padre de ello hasta que vendió su primera pintura en la Galería Romano.
Un premio en el Círculo de Bellas Artes le permitió a Filcer obtener una beca para vivir y estudiar por dos años y medio en París y Roma, comenzando en la Escuela de Bellas Artes (París). Además de invertir tiempo dibujando modelos en la academia, dibujó y pintó gente común: pescadores, campesinos, trabajadores y pordioseros. Realizó esta actividad con su amigo Juvenal Sansó, con quien viajó a Roma para continuar sus estudios. Un maestro en Roma le sugirió pintar bohemios, comentario que lo molestó. Abandonó la escuela Italiana después de un mes. Mientras aún estaba en Europa, Filcer pasó su tiempo viajando y visitando museos en Londres, Madrid, Ámsterdam, Roma y Florencia, estudiando las pinturas. Declaró que aprendió más de esa forma, con trabajos de Francisco de Goya, trabajos que cambiaron su vida. El trabajo de Van Gogh también le afectó fuertemente.

## Carrera
A lo largo de su carrera, Filcer tuvo alrededor de trescientas exhibiciones en el mundo, especialmente en México, Holanda, Bélgica, Japón, Francia, Israel, Italia y Alemania.
Comenzó su carrera en México, donde vendió sus primeras pinturas y en 1949 trabajó en el Taller de Gráfica Popular. Representó a México en bienales en Chile, Japón e Inglaterra, lo que le consiguió una beca para estudiar en París y Roma. Su trabajo fue parte de una exhibición organizada por el Palacio de Bellas Artes llamada "Joyas de Arte Mexicano", la cual viajó por el mundo durante quince años.
En 1957, Filcer regresó a México y trabajó para la Galería Havre. El éxito en esta muestra, le permitió regresar a Europa, visitar Jerusalén y varias ciudades en los Estados Unidos. Filcer contrajo matrimonio con una mujer holandesa por veinte años, con bastantes exhibiciones individuales en el país incluyendo los museos Heart Ripper, Van Bommel y Frans Hals, así como el Grand Palais en París en 1988.
Después regresó a México donde tuvo exhibiciones en 1990 y 1991 en el Museo de Arte Moderno, en el Museo Contemporáneo de Arte en UNAM en 1994, en el Museo de la Estampa en la Ciudad de México en 1998, en el año 2000 tuvo exhibiciones en el Centro Cultural Mexiquense y el Museo Casa del Risco.  En 2001, tuvo exhibiciones en el Museo Francisco Goitia en Zacatecas y en la galería  "Jaski Gallery" en Ámsterdam.
Entre los reconocimientos del trabajo de Filcer se incluye medallas de oro y plata del Círculo de Bellas Artes en 1949 y 1950, Medalla de oro José Clemente Orozco en 1953, entre otros. En 1998, fue nombrado "Knight of the City" (Caballero de la Ciudad) en Maastricht. Es también un miembro del Salón de la Plástica Mexicana.

## Estilo e influencias
Filcer se decidió por una estética temprana, primeramente en el uso del Claroscuro para expresar drama y un fuerte Expresionismo.  Filcer tiene una fijación en particular por las pinceladas gruesas para obtener un efecto repentino. Se denomina a sí mismo un "ferviente admirador" de Van Gogh, Goya y José Clemente Orozco. Fue influenciado por los trabajos de Van Gogh, representando la difícil vida de los mineros, así como la guerra de Goya. La influencia de José Clemente Orozco es evidente en algunos de sus trabajos, particularmente con muestras de sarcasmo. Él dice: "Yo pinto todo lo que vivo, incluyendo mis fantasías y demonios; soy un expresionista y pinto lo que revuelve mis emociones".
Su trabajo no representa el Idealismo, en realidad explora temas de justicia e injusticia para promover el cambio. Se preocupa por la "decadente comunicación" que abunda entre la gente, se burla, también, de la indiferencia, intolerancia y malentendidos sociales. Sus figuras muestran experiencias, caras y cuerpos demacrados luchando por sobrevivir. Sus temas son francos y definidos. Ha hecho trabajos relacionados con la Matanza de Tlatelolco, casinos en Las Vegas, La Revolución Mexicana y el Metro de la Ciudad de México.
Después de interesarse en la vida social del ser humano, se interesó en temas de índole místico religiosa.